# كاميل كوسوفسكي
كاميل كوسوفسكي (بالبولندية: Kamil Kosowski) مواليد 30 أغسطس 1977 في بولندا، هو لاعب كرة قدم بولندي دولي سابق كان يلعب كلاعب وسط. سبق له أن لعب في كأس العالم لكرة القدم مع منتخب بلاده.

## روابط خارجية
- كاميل كوسوفسكي على موقع الاتحاد الدولي (مؤرشف)  (الإنجليزية)
- كاميل كوسوفسكي على موقع الاتحاد الأوربي (الإنجليزية)
- كاميل كوسوفسكي على موقع قاعدة بيانات كرة القدم.إي يو (الإنجليزية)
- كاميل كوسوفسكي على موقع ناشيونال فوتبول تيمز (الإنجليزية)
- كاميل كوسوفسكي على موقع Soccerbase.com (لاعب) (الإنجليزية)
- كاميل كوسوفسكي على موقع Soccerway.com (الإنجليزية)
- كاميل كوسوفسكي على موقع عالم كرة القدم.نت (الإنجليزية)